# فيسرال غيمز
فيسرال غيمز (بالإنجليزية: Visceral Games)‏ هو أستوديو لتطوير ألعاب الفيديو، تأسس سنة 1998 وهو مملوك لشركة إلكترونيك آرتس،  من أشهر ألعابه سلسلة ديد سبيس. يقع مقره في ريدوود (كاليفورنيا).

## الألعاب
- ديد سبيس
- ديد سبيس 2
- ديد سبيس 3
- باتلفيلد 3
- آرمي اوف تو: ذا ديفل كارتل
- باتلفيلد: هارد لاين